# Kupîciv, Turiisk
Kupîciv (în ucraineană Купичів) este localitatea de reședință a comunei Kupîciv din raionul Turiisk, regiunea Volînia, Ucraina.

## Demografie
Componența lingvistică a localității Kupîciv
     Ucraineană (99,53%)
     Alte limbi (0,47%)
Conform recensământului din 2001, majoritatea populației localității Kupîciv era vorbitoare de ucraineană (99,53%), existând în minoritate și vorbitori de alte limbi.